# Xaverov
Xaverov (en allemand : Xaverhof) est une commune du district de Benešov, dans la région de Bohême-Centrale, en République tchèque. Sa population s'élevait à 57 habitants en 2020.

## Géographie
Xaverov se trouve à 4 km au sud de Sázava, à 16 km à l'est-nord-est de Benešov et à 42 km au sud-est de Prague.
La commune est limitée par Sázava au nord et à l'est, par Drahňovice au sud, et par Choratice à l'ouest.

## Histoire
La première mention écrite de la localité date de 1788.